# 戦時刑事特別法
戦時刑事特別法（せんじけいじとくべつほう、旧字体：戰時𠛬事特別法）は、太平洋戦争下における臨時治安立法（昭和17年法律第64号）。1942年（昭和17年）2月24日公布・同年3月21日施行、1946年（昭和21年）1月15日廃止。
太平洋戦争開戦直後の1941年（昭和16年）12月19日に戦時犯罪処罰ノ特例ニ関スル法律が制定されていたが、同法に代わってより広範な規定を定めた。2章31条からなり、戦時体制における臨時の刑罰の規定追加や厳罰化と刑事裁判の迅速化に関する条項が置かれた。
前者は灯火管制又は敵襲の危険がある場合に発生した放火・強姦・窃盗・恐喝・騒擾や国政紊乱などを目的とした殺人などの罪に対してその刑を加重することができるとし、新たに防空・通信・電気・生産事業に対する妨害となる行為や生活必需品に対する買占め・売り惜しみなどに対する罪などを定めた。
後者は弁護人選任権の制限、機密保持を名目とした書類の閲覧・謄写の制限、警察官と検事の聴取書に対する一般的証拠能力の付与（有罪立証証拠能力に関する制限の大幅緩和）、本法律に指定された罪に関しては三審制を適用せずに二審制を適用すること、有罪判決理由及び上告手続の簡素化など、被疑者・被告人を速やかに起訴・処罰することを意図しており、人権侵害や冤罪発生などの危険性の高い法律であった。同法は以後3回にわたって改正（1943年（昭和18年）3月13日公布・同28日施行、1943年（昭和18年）10月31日公布・同11月15日施行、1945年（昭和20年）6月20日公布・即日施行）が行われ、より検察官・裁判官の権限が強化された。
戦争終了直後に戦時刑事特別法廃止法律（昭和20年法律47号、1945年（昭和20年）12月20日公布・1946年（昭和21年）1月15日施行）によって廃止されたものの、戦後日本の刑事訴訟法において刑事訴訟判決における有罪理由の簡易な記述や検察官面前調書の特信性は戦時刑事特別法に由来するとされている。